# Viñetas desde o Atlántico
Viñetas desde el Atlántico (Vinyetes des de l'Atlàntic; en gallec, Viñetas desde o Atlántico), conegut també com a Saló del Còmic de La Corunya (Salón do cómic da Coruña) és certamen anual d'autors, editors i lectors de còmic que se celebra durant quinze dies, tots els mesos d'agost, a la ciutat de La Corunya des de 1998 i que organitza la Regidoria de Cultura del seu Ajuntament.
És el més important del còmic a Galícia i un dels més destacats d'Espanya. El seu director, des dels seus inicis, ha estat Miguelanxo Prado.

## Característiques
Es col·loquen figures de cartró pedra de personatges famosos del còmic en alguns dels enclavaments més emblemàtics de la ciutat, com l'Aquarium Finisterrae, l'avinguda d'Alfonso Molina, els jardins de Méndez Núñez, el Millenium, el Palau Municipal o Palexco.

## Història
L'alcalde Francisco Vázquez Vázquez, col·leccionista de còmics, va donar suport personalment a la seva creació.
La 8a edició va commemorar els 50 anys d'El Capitán Trueno.
L'11a edició va tenir entre els seus convidats Catel Muller, Daniel Acuña, David Aja, Howard Cruse, José Louis Bocquet, Luc Brunschwig, Mark Buckingham, Olivier Ka, Sergio Bleda, Solano López i Etienne Le Roux. També va celebrar diverses conferències i exposicions sobre Arrugas de Paco Roca, entre altres obres.
A la 12a es va recuperar el Kiosco Alfonso com a seu principal, després d'haver estat ocupat a l'edició anterior amb motiu del vuitè centenari de la ciutat.
La seva 13a edició, la de 2010, va estar dedicada al còmic estatunidenc clàssic, concretament a la tira còmica i a Will Eisner.